# Schwetzochromis neodon
Schwetzochromis neodon (Syn.: Haplochromis rheophilus Poll, 1948) ist eine afrikanische Buntbarschart die endemisch im Fwa River, einem Nebenfluss des Lubu, im Stromgebiet des Sankuru im Osten (Provinz Kasaï-Oriental) der Demokratischen Republik Kongo vorkommt.

## Merkmale
Schwetzochromis neodon wird 12 bis 14 Zentimeter lang und hat einen schlanken, langgestreckten Körper, der an das Leben in strömungsreichen Gewässerregionen angepasst ist. Der Kopf ist abgerundet, der Körper vor allem mit Rundschuppen bedeckt. Die Fische sind mittelbraun gefärbt, die Schuppen besitzen ein helles Zentrum. Dadurch entsteht ein Längsstreifenmuster auf den Flanken. Die Unterseite der Fische ist hell. Die Kiemendeckel und Teile der Kopfseiten sind grün bis türkisblau, Rücken- und Schwanzflosse mit Punkten gemustert. Dies ist bei den Männchen deutlicher ausgeprägt als bei den Weibchen. Außerdem erreichen sie eine größere Länge, haben einen schwarzen Rand an ihrer Rückenflosse, zeigen Eiflecke auf ihrer Afterflosse und die Weichstrahlen in ihrer Rücken- und Afterflosse und in den Bauchflossen sind länger.

## Lebensweise
Schwetzochromis neodon ist ein lebhafter, schwimmfreudiger und stark territorialer Fisch mit großer Aggressivität gegenüber Artgenossen und artfremden Fischen. Als Pflanzenfresser ernährt er sich sowohl von Algen und Kieselalgen als auch von höheren Pflanzen, z. B. von Vallisnerien. Wie andere haplochromine Buntbarsche ist Schwetzochromis neodon ein ovophiler Maulbrüter. Zum Ablaichen gräbt das Männchen eine kleine, flache Grube mit einem Durchmesser von etwa 10 bis 15 cm in den Gewässergrund. Das Weibchen trägt die Eier danach etwa 21 Tage, bis zum Schlupf der Jungen, im Maul mit sich herum. Die Anzahl der gelben Eier liegt bei maximal 30. Sie haben einen Durchmesser von etwa 3 mm. Nach dem ersten Freischwimmen kommen die Jungfische nur noch selten oder gar nicht mehr ins Maul der Mutter zurück.